# Pečárka ovčí
Pečárka ovčí (Agaricus arvensis) je houba z třídy stopkovýtrusých hub.
Jedná se o jedlou a hojně sbíranou houbu. Poprvé byla odborně popsána v roce 1762 Jacobem Christianem Schäfferem.

## Vzhled
Makroskopický
Má 5–10 cm široký bílý až krémový klobouk, který mívá někdy sytě žlutý nádech, s až 12 mm vysokými hustými lupeny, zprvu šedavými, později šedo- až tmavohnědými. Třeň bývá dlouhý 6–16 cm, bělavý, o průměru 1–3,5 cm a s prstencem v horní třetině. Je jedlá.
Mikroskopický
Purpurově hnědé výtrusy jsou vejčitého tvaru o rozměrech 6–8 × 4,5–5,5 µm.

## Výskyt
Vyskytuje se na loukách, pastvinách, parcích a zahradách a na vyhnojených místech. Je typickým saprobiotickým druhem, nachází se i na písečných dunách nebo pod keři, ale ne v lesích. Vyrůstá v čarodějných kruzích, které ročně přirůstají o 40 až 50 centimetrů. Jejich výzkumy prokázaly vliv houby na růst psinečku obecného. Vznikají tři zóny čarodějného kruhu: vnější, kde je růst psinečku stimulován, střední, kde se téměř žádný nenachází a vnitřní, kde dochází k silné stimulaci jeho růstu.

## Rozšíření
Jde o druh běžný v celém mírném podnebném pásu. V Evropě a Severní Americe je běžným druhem, široce je rozšířena v Asii, Austrálii a na Novém Zélandu.

## Zaměnitelnost
Na pohled může být snadno zaměněna s jinou pečárkovitou houbou, mírně jedovatou pečárkou zápašnou, jejíž dužnina ale poraněním rychle na několik minut sytě chromově žloutne a její pach je nepříjemný (po dezinfekci, fenolový). Ještě větší pozor si sběratelé pečárek musí dát na smrtelně jedovatou muchomůrku zelenou, její bílé variety a příbuzné druhy.

## Galerie

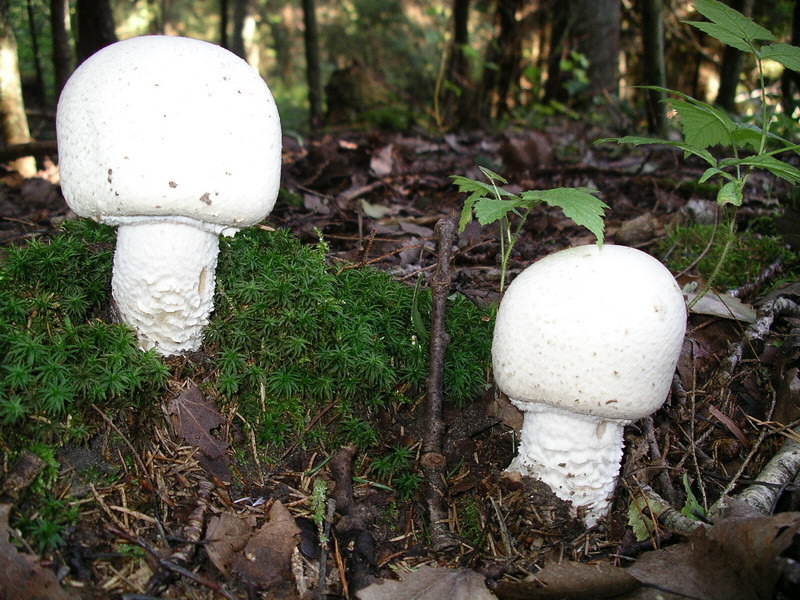
mladé plodnice
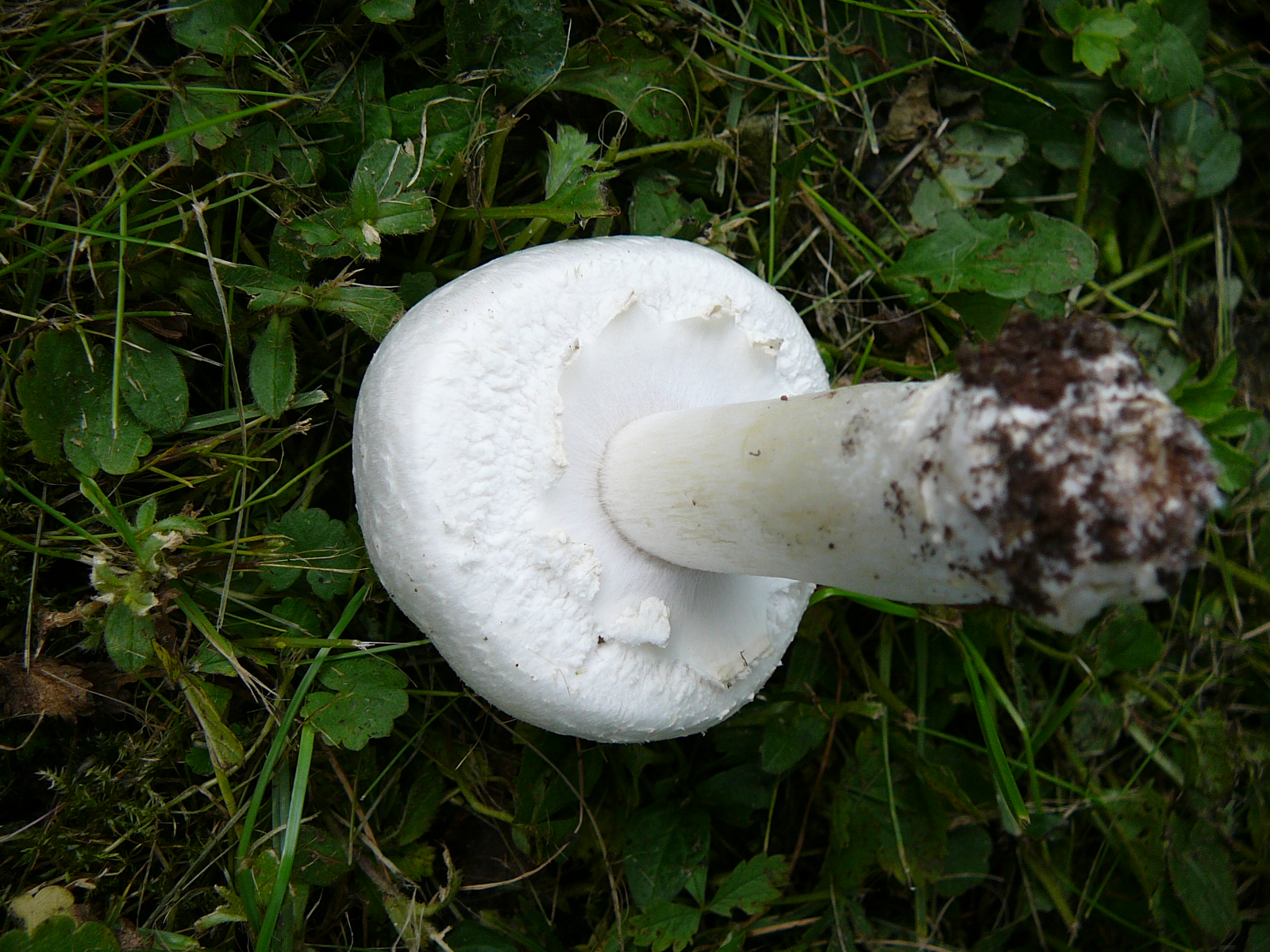
mladá plodnice detail
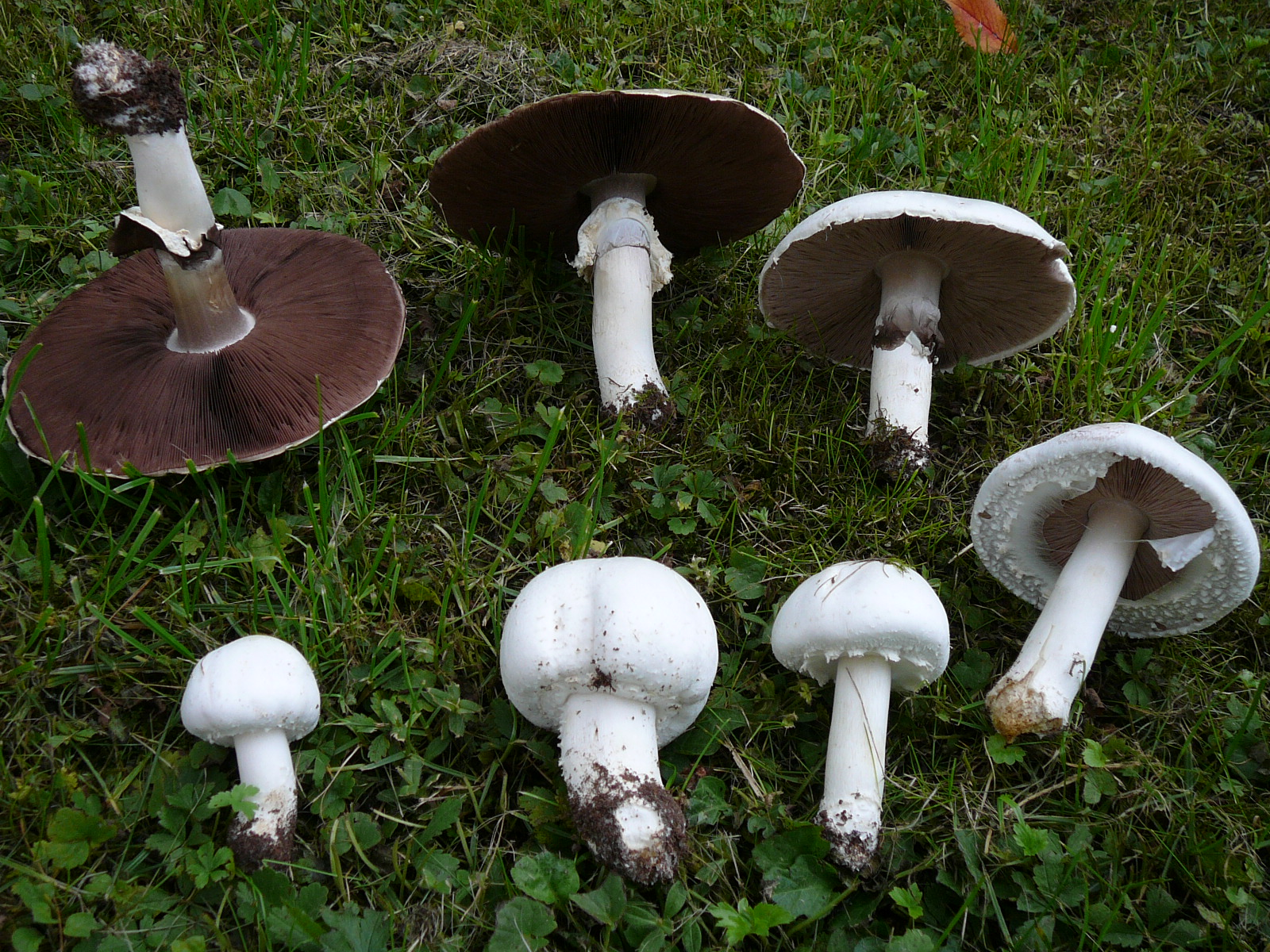
plodnice různého stáří
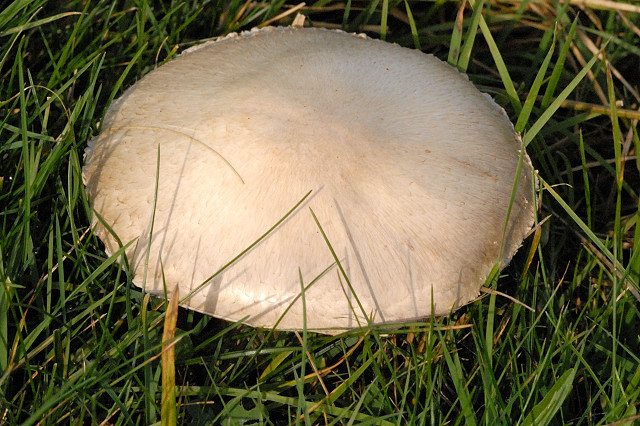
klobouk starší plodnice
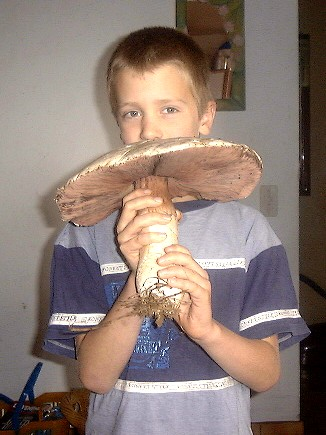
velká plodnice
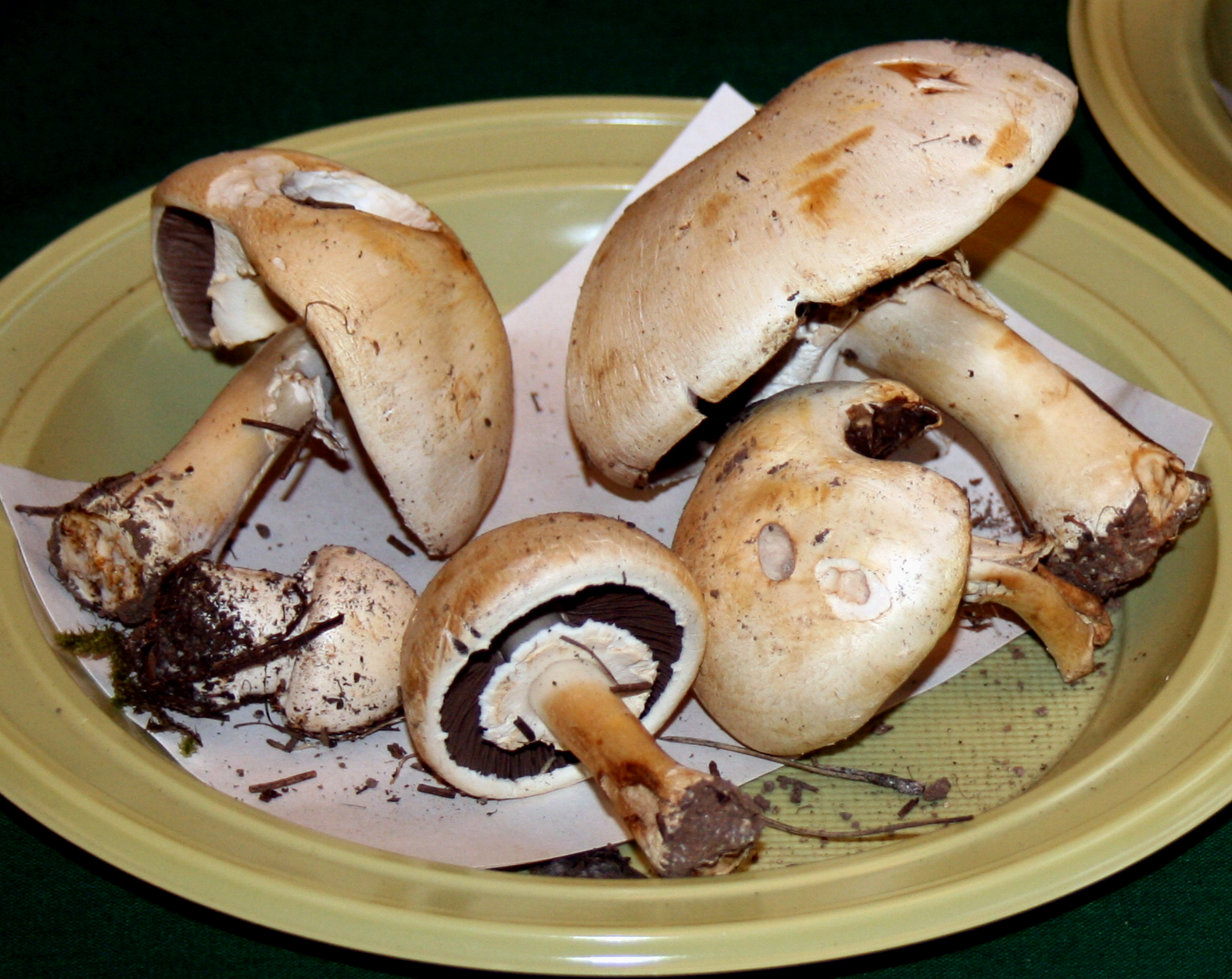
na výstavě, Praha
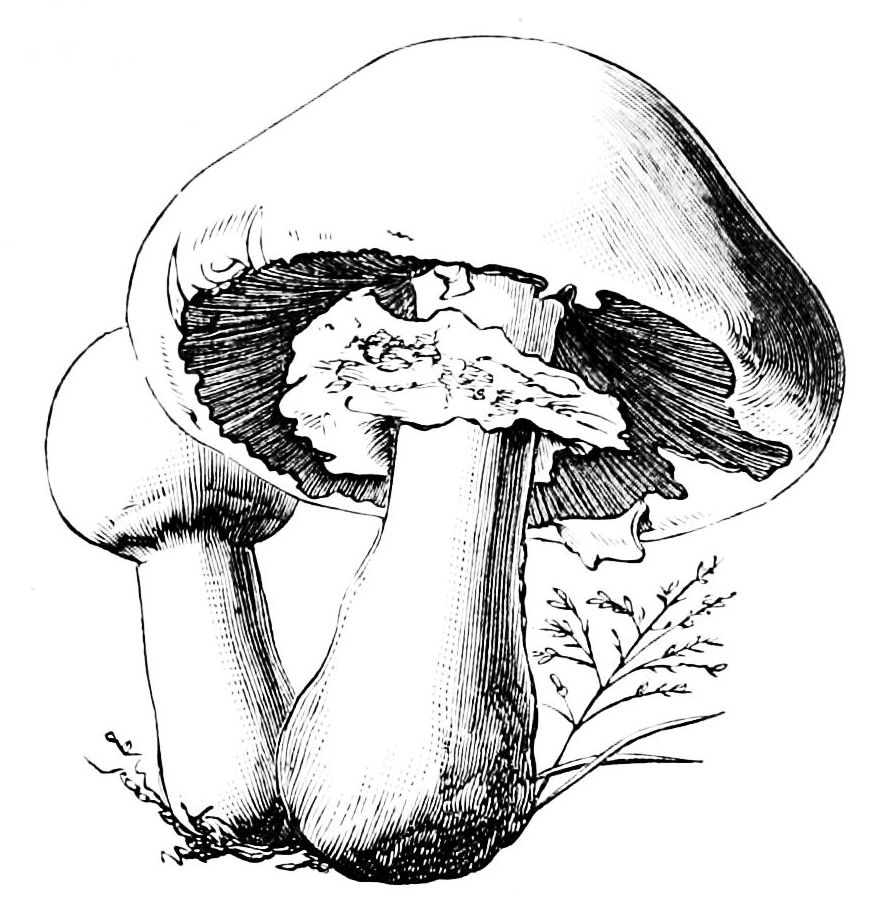
ilustrace
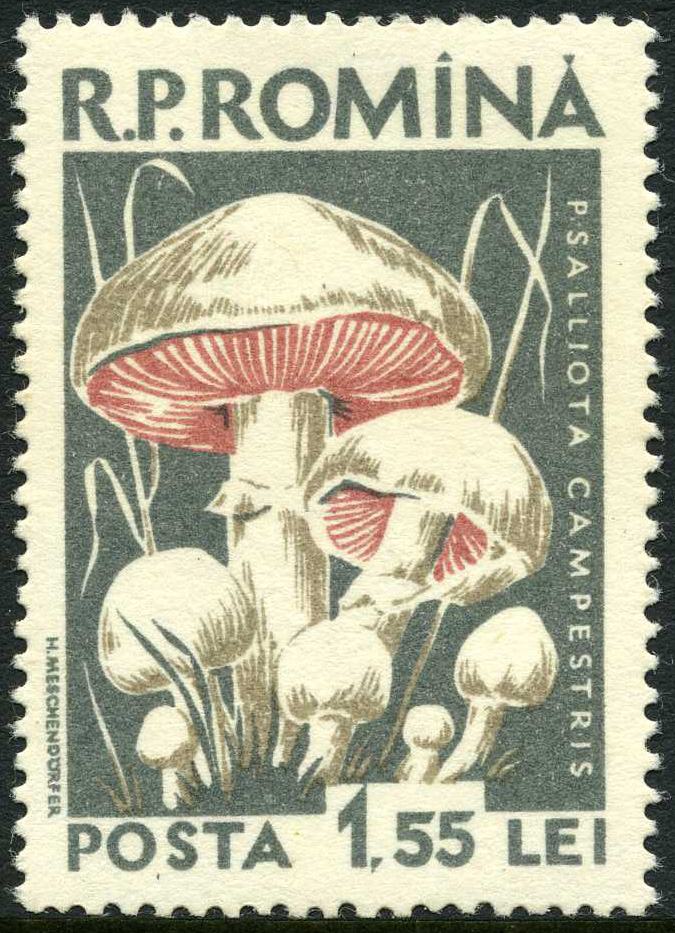
na poštovní známce